# Football Club Sochaux-Montbéliard
El FC Sochaux-Montbéliard és un club de futbol francès de les ciutats de Sochaux i Montbéliard que juga a l'Estadi Auguste Bonal. El club va ser fundat el 1928, com a FC Sochaux, per treballadors de l'empresa Peugeot. L'any següent començà a contractar jugadors europeus, convertint-se en el primer club professional francès. El 1931 s'uní a l'AS Montbéliard adoptant el nom actual. Ràpidament es convertí en un dels millors clubs del país, guanyant els campionats de 1935 i 1938. Després de la guerra el club es mantingué en un segon nivell competitiu però quasi sempre a la primera divisió francesa. No guanyà un nou títol important fins a la Copa de la Lliga del 2004. Al llarg de la seva història ha guanyat dues lligues franceses (1935 i 1938), dues copes franceses (1937 i 2007), una copes de la lliga (2004), dues lligues franceses de segona divisió (1947 i 2001); i tres copes Charles Drago: 1953, 1963 i 1964)

## Jugadors destacats
| - Pierre-Alain Frau - Lucien Laurent - Stéphane Paille - Benoît Pedretti - Franck Sauzée - Franck Silvestre - Joël Bats - Bernard Genghini | - Yannick Stopyra - Albert Rust - Philippe Anziani - Maryan Wisniewski - Gérard Soler - Patrick Revelli - Jean-Jacques Marcel - André Maschinot | - Abdel Djaadaoui - Wilson Oruma - Souleymane Diawara - El-Hadji Diouf - Ibrahim Tall - Santos - Mehmed Baždarević - Faruk Hadžibegić | - János Szabó - Henk Vos - Dobrosav Krstić - Vojislav Melić - Laszlo Seleš - Zvonko Ivezić - Ilan |